# Christian Horrebow Homann
Christian Horrebow Homann, född 16 augusti 1826 i Kragerø, död där 11 mars 1880, var en norsk läkare.
Hommann blev candidatus medicinæ 1849 och distriktsläkare i Kragerø 1860. Han skrev olika avhandlingar om epidemiska och ärftliga sjukdomar, däribland Om Lungetuberkulosens Arvelighed (1867), för vilken han fick Kristiania universitets guldmedalj, som han som ämbetsman inte kunde ta emot. Hans Udkast til en ny Karantænelov (1873) var ett för sin tid värdefullt arbete. Han blev 1879 hedersdoktor vid Köpenhamns universitet och satt 1874–76 i Stortinget.